# إيثان كون
إيثان كون (بالإنجليزية: Ethan Cohn)‏ هو ممثل أمريكي، ولد في 18 أبريل 1979 في نيويورك في الولايات المتحدة.

## أعمال

### أفلام
- (2010) التجربة

## وصلات خارجية
- إيثان كون على موقع IMDb (الإنجليزية)
- إيثان كون على موقع ألو سيني (الفرنسية)
- إيثان كون على موقع أول موفي (الإنجليزية)
- إيثان كون على موقع قاعدة بيانات الأفلام السويدية (السويدية)
- إيثان كون على موقع قاعدة بيانات الفيلم (الإنجليزية)
- إيثان كون على موقع كينوبويسك (الروسية)